# Indische Badmintonmeisterschaft 1942/43
Die Indische Badmintonmeisterschaft der Saison 1942/43 fand in Bombay statt. Es war die achte Austragung der nationalen Titelkämpfe im Badminton in Indien. 	

## Titelträger
| Disziplin    | Sieger                         |
| ------------ | ------------------------------ |
| Herreneinzel | Prakash Nath                   |
| Dameneinzel  | Tara Deodhar                   |
| Herrendoppel | Ashok Nath Prakash Nath        |
| Damendoppel  | Tara Deodhar Sunder Deodhar    |
| Mixed        | Raja Patwardhan Sunder Deodhar |